# Коргалжынский сельский округ
Коргалжы́нский се́льский окру́г (каз. Қарашалғын ауылдық округі) — административная единица в составе Коргалжынского района Акмолинской области Республики Казахстан.
Административный центр — село Коргалжын.

## География
Административно-территориальное образование расположено в центрально-восточной части района, граничит:
- на севере с Майшукырским сельским округом,
- на северо-востоке с Карашалгинским сельским округом,
- на востоке с Арыктинским сельским округом,
- на юге, юго-западе с Кызылсайским сельским округом,
- на западе с Амангельдинским сельским округом.

Сельский округ расположен на казахском мелкосопочнике. Рельеф местности в основном представляет собой сплошную равнину с частично водно-болотными угодьями. Перепады высот незначительны; средняя высота округа — около 330 метров над уровнем моря. 
Гидрографическая сеть представлена рекой Нура — протекающая с востока на запад; и многочисленными озёрами, крупные из них — Балыксор, Алкасор, Курала.
Климат холодно-умеренный, с хорошей влажностью. Среднегодовая температура воздуха положительная и составляет около +4,6°С. Среднемесячная температура воздуха в июле достигает +21,4°С. Среднемесячная температура января составляет около -14,3°С. Среднегодовое количество осадков составляет около 360 мм. Основная часть осадков выпадает в период с июня по июль.
Через территорию сельского округа проходят: автодорога областного значение КС-16 «Коргалжын — Арыкты — Сабынды» с востока, автодорога Р-2 «Нур-Султан — Коргалжын» с севера на запад.

## История
В 1989 году существовал как Кургальджинский поссовет (посёлок Кургальджинский, сёла Абай, Берлик, Биртабан, Коржынколь).
В периоде 1991 — 1998 годов Кургальджинский поссовет был переименован и преобразован в Коргалжынский сельский округ; село Берлик было передано в состав Амангельдинского сельсовета.
В 2019 году село Биртабан было упразднено, поселение вошло в состав села Коргалжын.

## Население
| Численность населения | Численность населения | Численность населения |
| 1989                  | 1999                  | 2009                  |
| --------------------- | --------------------- | --------------------- |
| 8505                  | ↘6143                 | ↘4267                 |

## Состав
| № | Населённый пункт | Тип населённого пункта       | Население, 1989 | Население, 1999 | Население, 2009 |
| - | ---------------- | ---------------------------- | --------------- | --------------- | --------------- |
| 1 | Абай             | село                         | 527             | 320             | 83              |
| 2 | Берлик           | село (передано)              | 62              | -               | -               |
| 3 | Биртабан         | село (упразднено)            | 246             | 144             | 23              |
| 4 | Коргалжын        | село, административный центр | 7 628           | 5 679           | 4 161           |
| 5 | Коржынколь       | село (упразднено)            | 42              | -               | -               |

## Местное самоуправление
Аппарат акима Коргалжынского сельского округа — село Коргалжын, ул. Х. Болганбаева, 13/3.
- Аким сельского округа — Байкадамов Бауыржан Шукенович.